# Ve Studeném
Národní přírodní rezervace Ve Studeném byla vyhlášena roku 1935 jako první chráněné území v okrese Benešov. Nachází se v katastrálním území Samechov obce Chocerady podél levého břehu sázavského meandru, na úbočí hřebene Spáleného vrchu (459 m n. m.). Důvodem ochrany jsou přirozené lesní porosty s pralesovitou strukturou tvořené přírodními společenstvy bučin a suťových lesů. Jedná se o poslední rozsáhlejší komplex lesa se zachovalou přirozenou druhovou skladbou v údolí Sázavy.
Na území bylo zaznamenáno 35 druhů dřevin a 190 druhů hub. Pralesní charakter území dokládá velké množství vzácných a významných druhů hub a bohatá fauna měkkýšů. Hnízdí zde také některé druhy silně ohrožených ptáků.
Především díky své poloze a velké členitosti terénu je rezervace hospodářsky i turisticky téměř nedotčena. Dynamika přirozené obnovy je dostatečná, a proto je hlavním cílem ochrany bezzásahovost.
Spadá do správy chráněné krajinné oblasti Blaník a je jednou ze čtyř částí evropsky významné lokality Posázavské bučiny v rámci soustavy NATURA 2000.

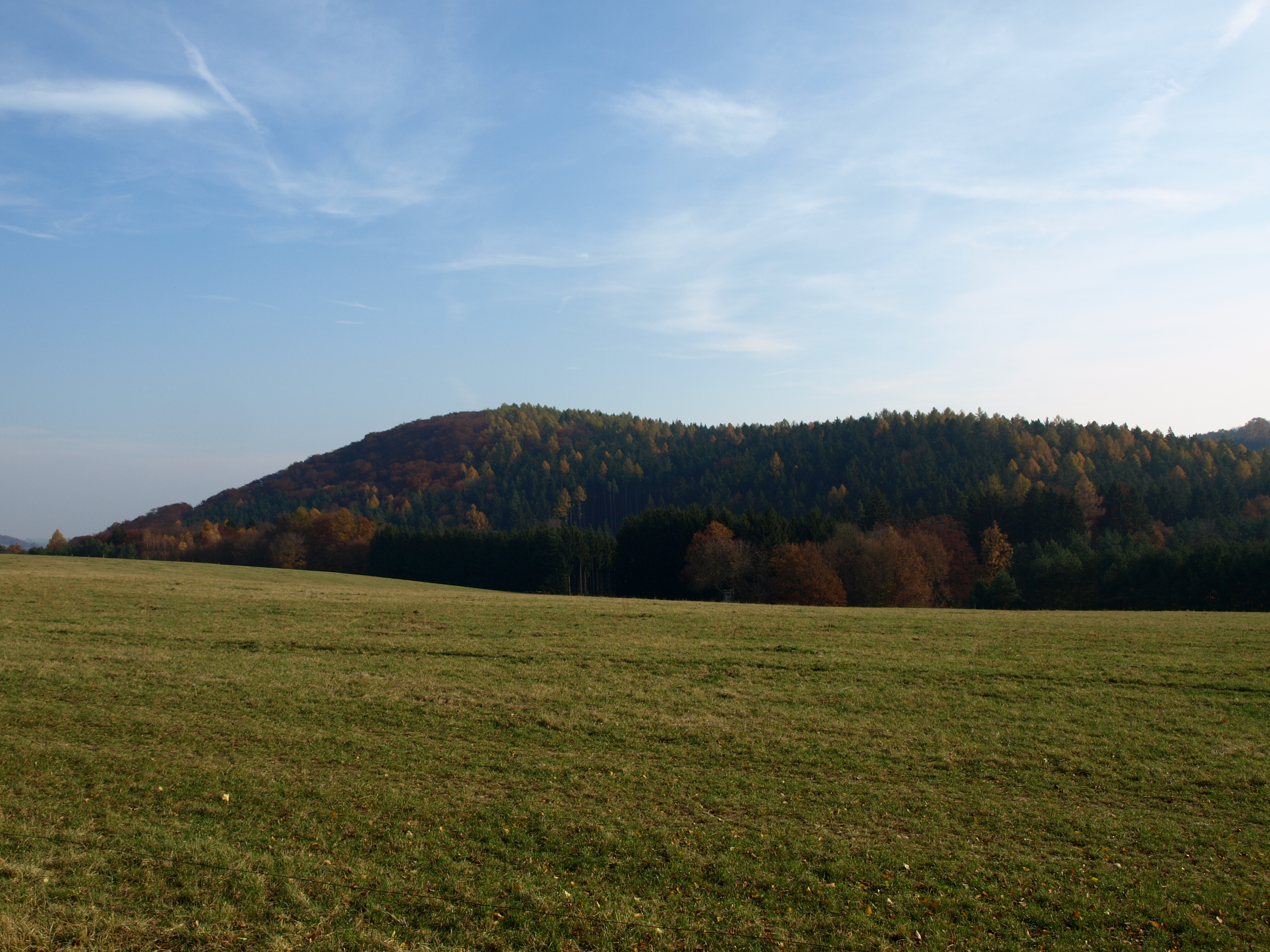
Pohled na Spálený vrch

## Historie
Rezervace byla vyhlášena v roce 1935 a poté znovu v roce 2010. Roku 1962 byl dokonce podán návrh k rozšíření rezervace, ale nikdy nedošlo k jeho uskutečnění. Vytyčení území a ohraničení plastovými mezníky bylo provedeno v roce 2007.
V minulosti bylo území často využíváno k různým výzkumům fauny, flóry, geologie i morfologie. Nejstarší stromy zde rostou již 200 let. Přestože zde byl původně vysázen les pro hospodářské účely, díky velké členitosti terénu nebylo území nikdy intenzivně využíváno hospodářsky ani myslivecky. Pouze při západním okraji terénně přístupnější část území byla hospodářsky využívána, porosty na nepřístupných místech byly ponechány samovolnému vývoji.

## Lokalita
Rezervace se nachází ve Středočeském kraji v okrese Benešov v katastrálním území obce Samechov. Leží na levém břehu sázavského meandru při východním okraji Benešovské pahorkatiny. Rozkládá se na severním úbočí Spáleného vrchu mezi Samechovem a Dojetřicemi, zhruba dva kilometry západně od města Sázava.

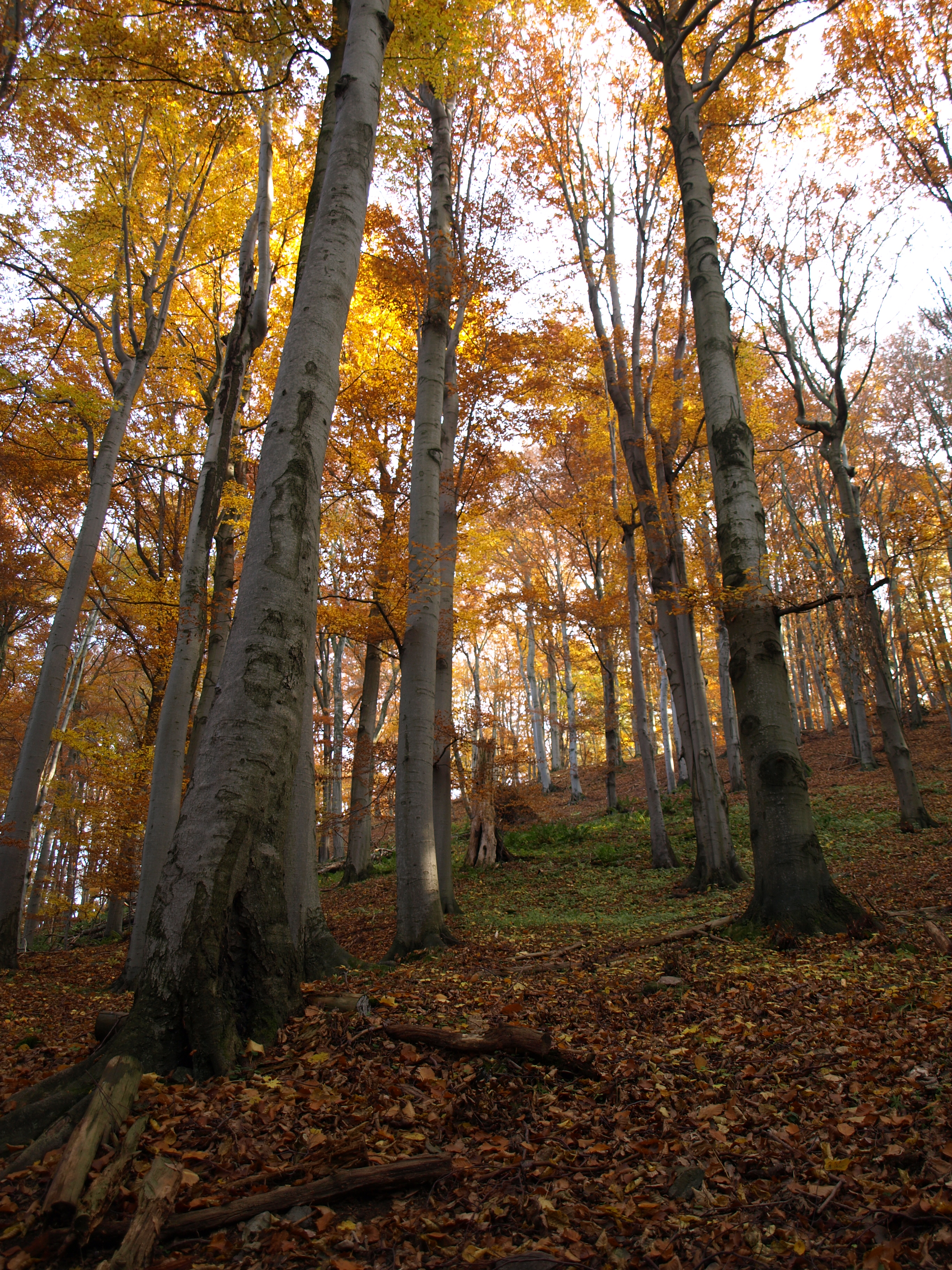
Suťová stráň

Výměra samotného území je 42,28 ha a ochranné pásmo zabírá dalších 19,18 ha.Jižní hranici tvoří zemědělské pozemky využívané jako pastviny. Východní hranice prochází lesem a hluboká rokle s potokem nahrazuje hranici západní. Železniční trať severně od území vede po úpatí ze Sázavy do Stříbrné Skalice. Sklonitost svahů je kolem 50-60 %, ale na vystupujících skalkách může dosahovat 100 % i více. Relativní převýšení je přibližně 170 m.
Území má své mezoklima, kde převažuje severní expozice od vlhkého říčního údolí a způsobuje růst převážně podhorských a horských druhů.

## Přírodní poměry

### Geologie
Příkré svahy suťových lesů jsou členěné hřbety s rýhami způsobenými erozní činností vody. Povrch lesů je částečně hlinitý a částečně tvořený jak pohyblivými, tak i zazemněnými sutěmi. Skalní výchozy typické pro suťové lesy se zde nacházejí ojediněle v nejprudších úsecích svahů.

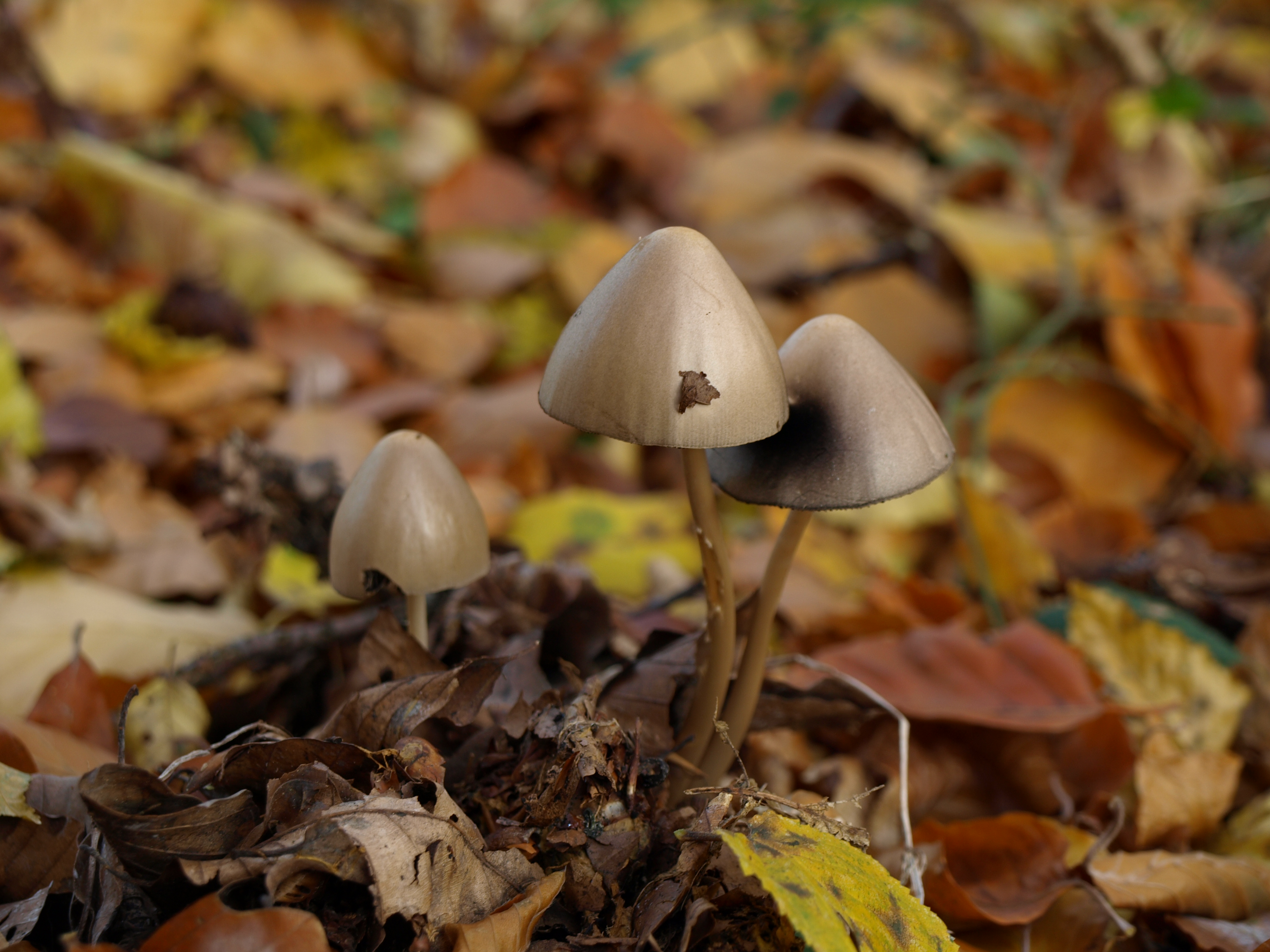
Lokalita je rájem mykologů

Podloží je z převážné části tvořeno paleovulkanity, a to hlavně benešovskými granodiority, pouze ve východní části biotitickými rulami a v západní metabazity.

### Vodstvo
Západním okrajem rezervace, souběžně s cestou, která vede od Stříbrné Skalice k samotě Vestec, teče potůček, který obtéká Spálený vrch z jižního úpatí západní stranou až k ústí do Sázavy u severního okraje rezervace. Před ústím se na něm nachází Samechovský vodopád.

### Flóra
Převážná část lesů je tvořena bučinami, tedy smíšeným lesem s dominujícím bukem lesním (Fagus sylvatica) a vtroušenou jedlí, která místy zmlazuje. V bylinném patře můžeme nalézt kyčelnici cibulkonosnou (Dentaria bulbifera), samorostlík klasnatý (Actaea spicata), bažanku vytrvalou (Mercurialis perennis), věsenku nachovou (Prenanthes purpurea) či svízel vonný (Gallium odoratum). Pouze na hřbetě východní části je bylinné patro chudé kvůli kyselým bikovým bučinám. Se stoupající nadmořskou výškou květnatá bučina postupně přechází do habrové doubravy. Bylinné patro je obohacené např. jaterníkem podléškou (Hepatica nobilis), plicníkem tmavým (Pulmonaria obscura) a hrachorem jarní (Lathyrus vernus). Místy můžeme v rezervaci nalézt i acidofilní doubravy. Strmé části rezervace a hluboce zaříznutá údolí pokrývají suťové lesy. Na sutích se vyskytují javor klen (Acer pseudoplatanus), buk lesní (Fagus sylvatica), habr obecný (Carpinus betulus), lípa malolistá (Tilia cordata), lípa velkolistá (Tilia platyphyllos) a jilm horský (Ulmus glabra). Z keřů se zde nejčastěji nachází bez černý (Sambucus nigra) a nejnápadnější bylinou na úpatích je udatna lesní (Aruncus vulgaris).

### Houby

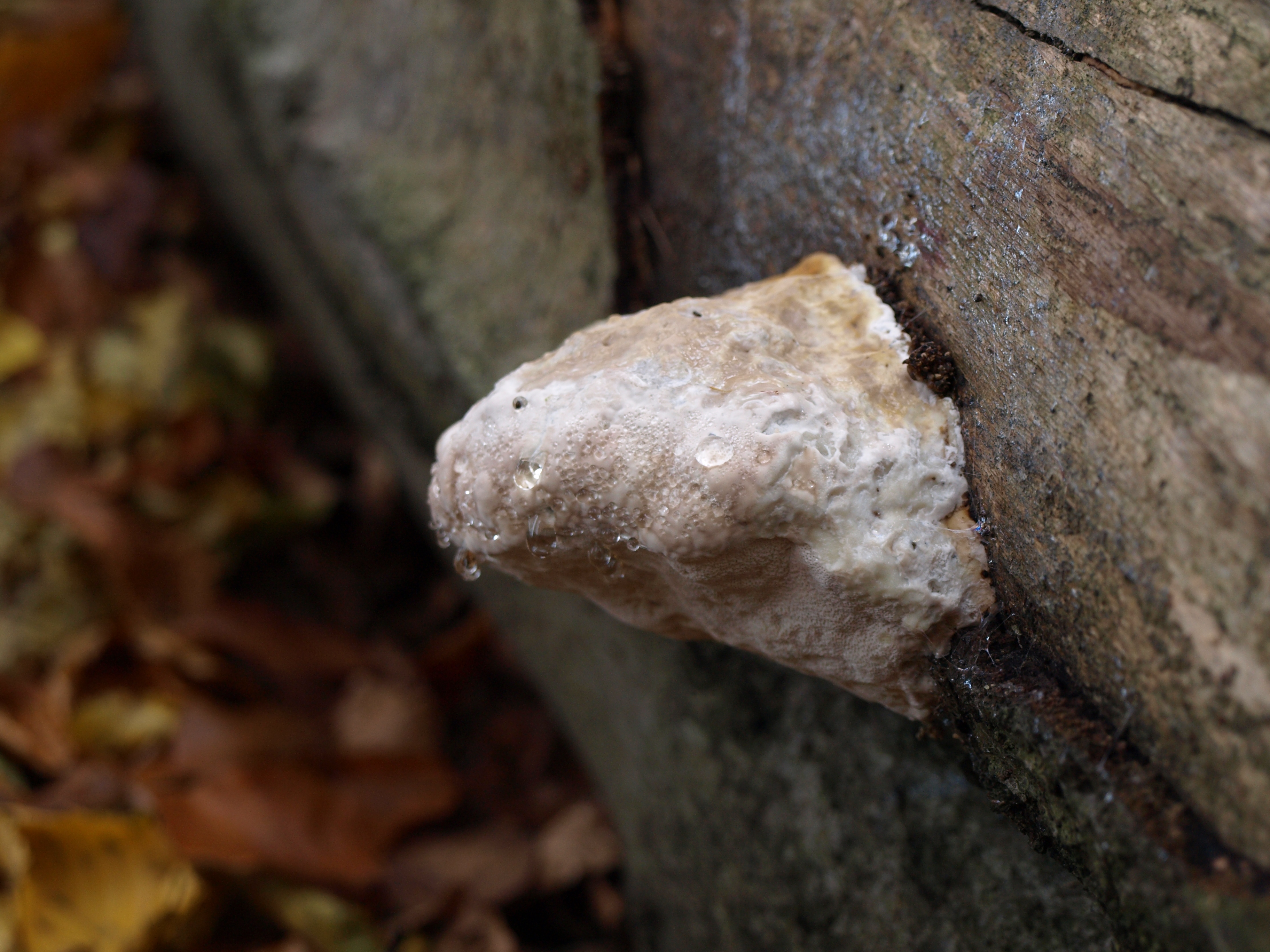
Choroš na spadlém kmeni stromu

Díky zachovalé pralesovité struktuře, ve které jsou rozptýlené odumřelé rozkládající se kmeny, je rezervace velice bohatá z mykologického hlediska. Nad druhy mykorhizními převládají lignikolní a saprotrofní druhy. Nejvzácnější je dřevní tvrdohouba bolinka černohnědá (Camarops tubulina), známá jako která indikátor[zdroj?] přirozené vegetace a kriticky ohrožená. Dále se zde vyskytuje dřevomor Chestersův (Nemania chestersii) z tvrdohub a silně ohrožená mozkovka rosolovitá (Ascotremella faginella) z vřeckovýtrusých. Také se zde nalézá řada zástupců stopkovýtrusých hub. Z nelupenatých je to například korálovec bukový (Hericium clathroides), z lupenatých šupinovka ježatá (Pholiota squarosoides), houžovec medvědí (Lentinellus ursinus), helmovka šafránová (Mycena crocata) a lysohlávka česká (Psilocybe bohemica).

### Fauna
Z bezobratlých se zde vyskytuje převážně hmyz vázaný na listnaté stromy jako je roháček bukový (Sinodendron cylindricum) a roháček kovový (Platycerus caraboides). Z motýlů pak martináček bukový (Aglia tau) a hřbetozubec tmavoúhlý (Drymonia obliterata).
Původnost zdejších porostů dokládá významné společenstvo měkkýšů. Z lesních druhů zde nalezneme vrásenku orlojovitou (Discus perspectivus), sklovatku krátkonohou (Daudebardia brevipes), žebernatěnku drobnou (Ruthenica filograna), vrkoče horského (Vertigo alpestris) a slimáčnici průhlednou (Eucobresia diaphana). U severní hranice areálu se vyskytuje zemoun skalní (Aegopis verticillus).

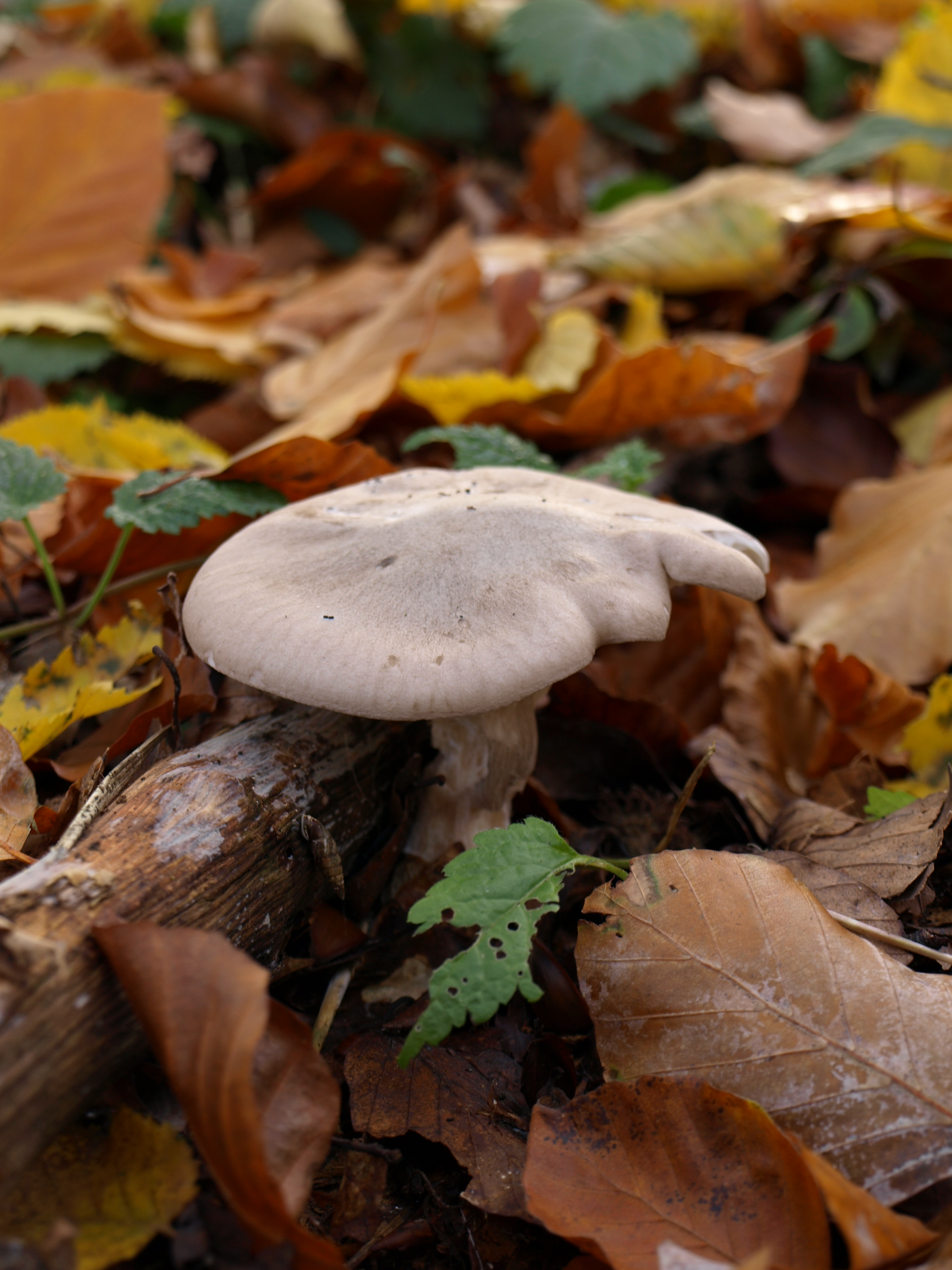
Límcovka

Z obratlovců se zde nalézá řada významně chráněných druhů, z nichž nejvýznamnější je výskyt mloka skvrnitého (Salamandra salamandra) žijícího v potoce v západní části území. Ze savců je to například hrabošík podzemní (Microtus subterraneus). Hnízdícími ptáky jsou lejsek bělokrký (Ficedula albicollis) a nepravidelně lejsek malý (Ficedula parva), který je dnes považován za silně ohrožený druh. Bylo tu prokázáno i hnízdění vážně ohroženého čápa černého (Ciconia nigra).

## Hospodaření
Hlavním principem ochrany je bezzásahovost. Většina území rezervace je ponechána samovolnému přirozenému vývoji díky dostatečné dynamické přirozené obnově. Pouze některé okrajové části jsou ovlivněné hospodářstvím. V nich se plánuje postupně je přeměnit s využitím přirozené obnovy na stav odpovídající původní druhové skladbě a struktuře. Při obnově je potřeba podpořit zejména jedli vtroušenou v bučinách a zachovat vhodný biotop zemouna skalního.

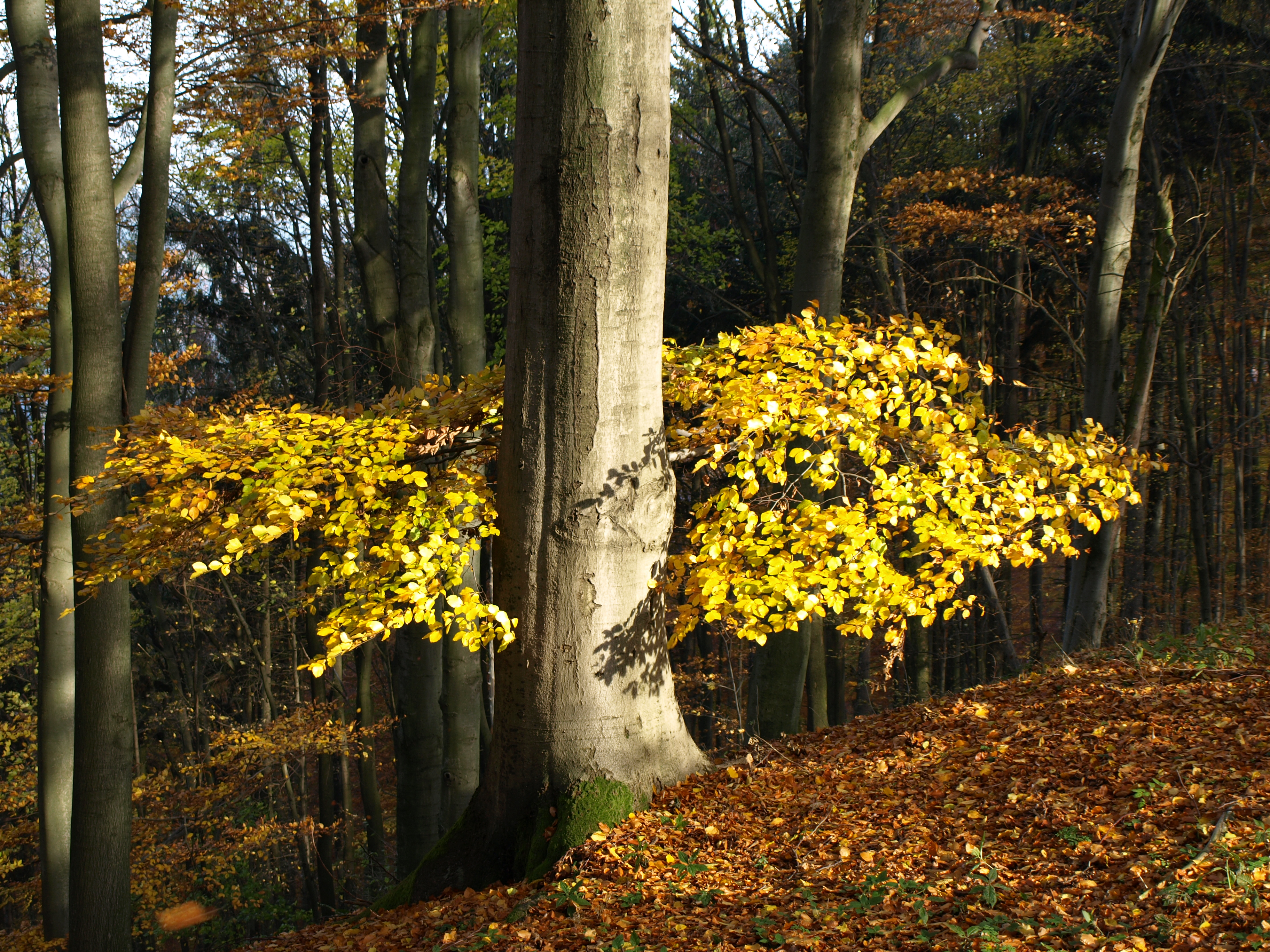
Přirozené porosty buků

### Ohrožení a problémy
Opět díky morfologii terénu jsou problémy spojovány zejména s okraji rezervace. Snad kromě poškozování semenáčků spárkatou zvěří, jež je patrné hlavně u jedle. Oba nejvýznamnější problémy souvisí s člověkem. Prvním je hrozba nelegální těžby při západním okraji rezervace. Druhým narušování území v důsledku blízkosti chatové oblasti v severovýchodní části, a to hlavně sešlapem, ukládáním kompostu a odhazováním odpadků.

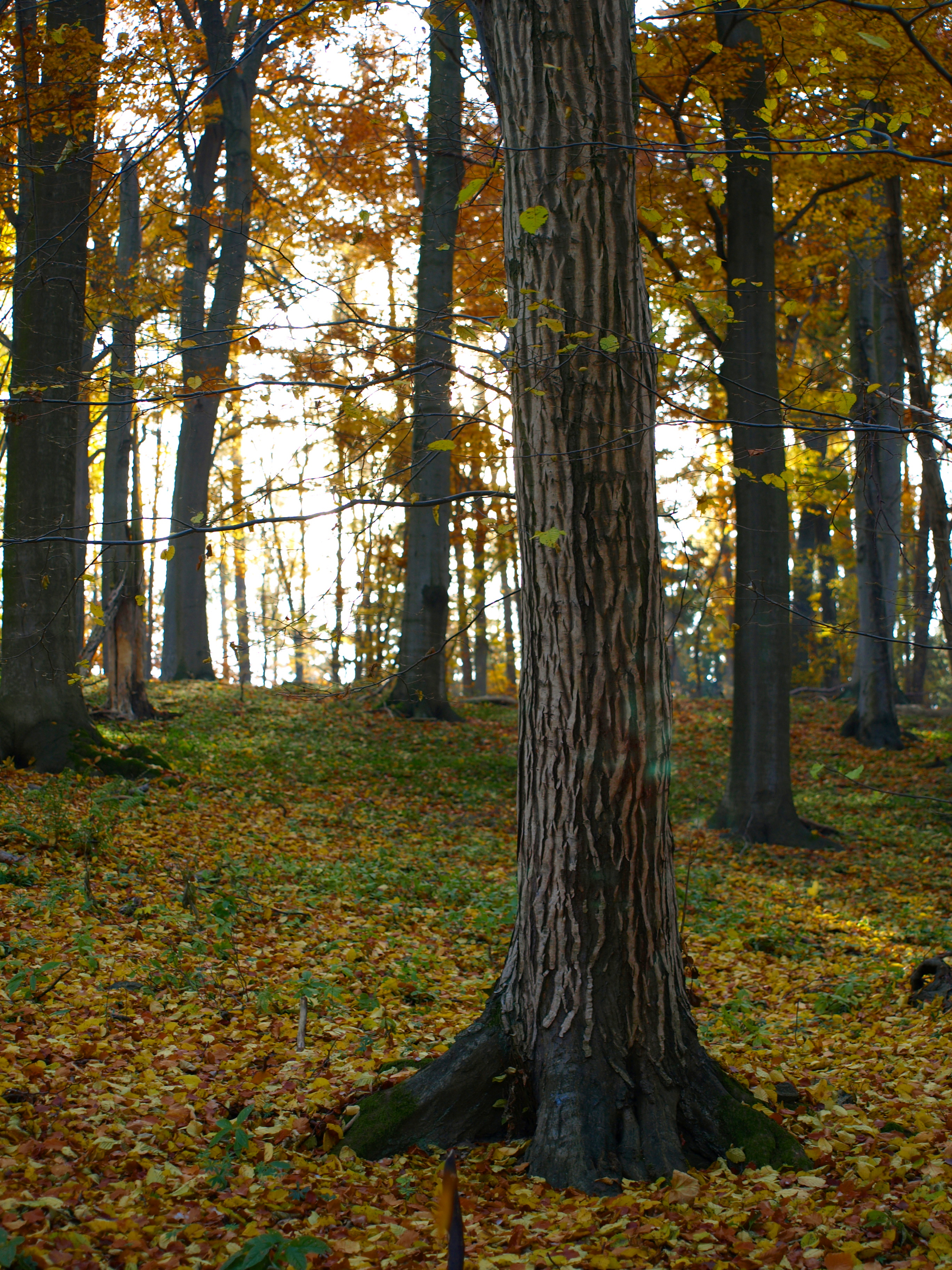
Habry ve vyšších polohách rezervace

## Turismus
Rezervací nevede žádná naučná stezka ani se tu nenachází turistické značení. Spolu s těžkou dostupností je to důvodem malé návštěvnosti rezervace. V budoucnu je ovšem v plánu umístit sem několik informačních tabulí.

### Přístupové cesty

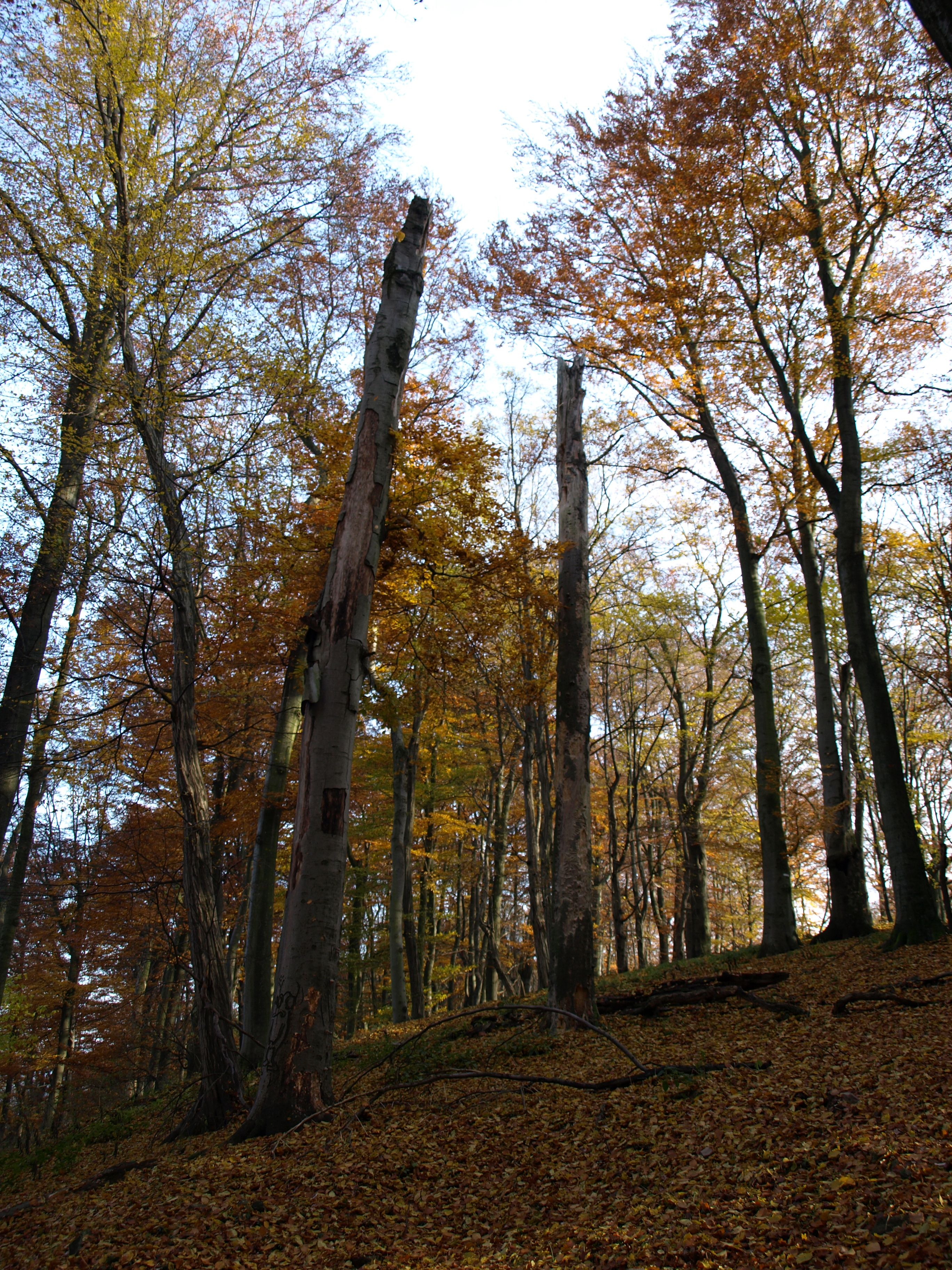
Bučina přechází v habrovou doubravu

K území vedou dvě cesty po okraji rezervace. První od Samechova je fyzicky náročná. Vede ze severozápadu od údolí Sázavy a pokračuje strmým výstupem na Spálený vrch. Druhá mírnější, táhnoucí se po hřebeni z jihu, odbočuje ze žluté turistické trasy mezi Vlkovcem a Dojetřickou hájovnou.
Do Samechova se dostaneme ze zastávky Stříbrná Skalice, kam vede lokálka Posázavský Pacifik z Čerčan. Do Dojetřic jedou autobusy z Benešova i Sázavy.